# ビクトリア (テキサス州)
ビクトリア（英: Victoria）は、アメリカ合衆国テキサス州の都市。ビクトリア郡の郡庁所在地である。人口は6万5534人（2020年）。ビクトリア都市圏は3郡に跨がる。
メキシコ湾から48キロメートル内陸に位置している。「黄金の三日月」と呼ばれる地域の中心であり、商圏人口は25万人以上となる。州内のコーパスクリスティ、ヒューストン、サンアントニオ、オースティン各市まで、車で2時間以内の位置にあるので、「交差点」とも呼ばれている。
市名は独立メキシコの初代大統領になったグアダルーペ・ビクトリア将軍に因んで名付けられた。市内にはヒューストン・ビクトリア大学とビクトリア・カレッジがある。ローマ・カトリック教会ビクトリア教区の大聖堂のある都市でもある。

## 歴史
ルネ・ロベール・カバリエ＝スール・ド・ラ・サールが、フランス植民地としてサンルイ砦を設立した。この砦は1685年から1689年まであった。その場所はビクトリアのガルシタス・クリーク近くマタゴルダ湾だった。
その後の1722年、スペイン人がニュエストラ・セニョーラ・デル・エスピリトゥ・サント・デ・シュニハ伝道所を設立した。ラ・サールのサンルイ砦に近いマタゴルダ湾にも、伝道所とそれを補うプレシディオ・ラ・バヒア（砦）が建設され、フランスからテキサス海岸を守り、地元のインディアンを集めることが意図されていた。インディアンを伝道所に留まるようにはできず、インディアンとスペイン兵の間に緊張関係ができたので、伝道所はグアダルーペ川沿いの適地に移された。この開拓地から出土した人工物がビクトリアのコースタル・ベンド博物館に展示されている。
伝道所は1726年にビクトリア近くに移され、ミッション・バレーのタミーク族とアラナマ族の間にあった。ダムと石造りの用水路が造られて、川から伝道所まで水を導いた。約12マイル (19 km) 離れた川沿いのトンカワ・バンクで漆喰と石でできた牧畜の前進基地も造られた。砦も追加され後にフェルナンド・デ・レオンの牧場となる場所に建設された。この開拓地は26年間続き、他のスペイン開拓地と穀物や干し草を交易できるほどになった。同時に、牛と馬の牧場の基礎ができた。
1824年、マルティン・デ・レオンによって植民地が造られ、テキサスでは唯一メキシコ人が多い植民地になった。ビクトリアはこの植民地の中心であり、メキシコ政府がテキサスを開拓する動きの一部となった。1840年3月から11月、リオグランデ共和国政府がビクトリアで運営されたが、共和国の崩壊と共に消滅した。

## 地理
ビクトリアはテキサス州の海岸平原にあり、メキシコ湾から50キロメートル、一番近い湾の海域から30キロメートルに位置している。グアダルーペ川沿いおよびその東にある。地形はほとんど平坦であり、いくらかうねりがある。平均標高は29メートルである。市内の土壌はスメクタイトの多い粘土であり、部分的に沈泥や細かい砂に覆われている。スメクタイトに伴う高収縮膨潤の可能性があり、都市部のインフラにとっては障害になる。水はけの良い地域の植生は主に丈の短い草であり、ポストオークなど小さな木や藪がある。湿気のある場所ではエルムやピカンの多い背の高い森になる。

## 気候
ビクトリアは温暖湿潤気候に属している。6月から8月は大変暑くて湿気ており、最高気温は常に90°F (32 ℃)を超える。過去最高気温は2000年9月に記録された111°F (44 ℃)だった。春と秋は概して温暖であり、湿度も低い。冬も過ごしやすいが、時として寒くなる期間がある。過去最低気温は1989年12月に記録された9°F (-23 ℃)だった。降雪は極めてまれであり、平均して11年に1回降っている。2004年12月24日から25日に12.5インチ (32 cm) の雪が降り、初めてのホワイトクリスマスになった。
時として異常気象が起こるが、大半は洪水である。ハリケーンが大きな被害を及ぼす危険性がある。2003年7月のハリケーン・クローデットがビクトリア市を直撃した最後のハリケーンとなっている。このときはビクトリア地域空港での風速が83マイル/h (37 m/s) となり、市内の90%が停電した。これまででは1961年9月のハリケーン・カーラが最も大きな影響を与えた。
| ビクトリアの気候               | ビクトリアの気候 | ビクトリアの気候 | ビクトリアの気候 | ビクトリアの気候 | ビクトリアの気候 | ビクトリアの気候 | ビクトリアの気候 | ビクトリアの気候 | ビクトリアの気候 | ビクトリアの気候 | ビクトリアの気候 | ビクトリアの気候 | ビクトリアの気候 |
| 月                             | 1月              | 2月              | 3月              | 4月              | 5月              | 6月              | 7月              | 8月              | 9月              | 10月             | 11月             | 12月             | 年               |
| ------------------------------ | ---------------- | ---------------- | ---------------- | ---------------- | ---------------- | ---------------- | ---------------- | ---------------- | ---------------- | ---------------- | ---------------- | ---------------- | ---------------- |
| 最高気温記録 °F （°C）         | 88 (31)          | 96 (36)          | 99 (37)          | 100 (38)         | 102 (39)         | 107 (42)         | 110 (43)         | 109 (43)         | 111 (44)         | 109 (43)         | 93 (34)          | 88 (31)          | 111 (44)         |
| 平均最高気温 °F （°C）         | 62.8 (17.1)      | 66.6 (19.2)      | 73.4 (23)        | 79.2 (26.2)      | 85.1 (29.5)      | 90.3 (32.4)      | 93.4 (34.1)      | 93.7 (34.3)      | 89.9 (32.2)      | 83.0 (28.3)      | 73.0 (22.8)      | 65.2 (18.4)      | 79.63 (26.46)    |
| 平均最低気温 °F （°C）         | 43.6 (6.4)       | 46.7 (8.2)       | 53.9 (12.2)      | 60.1 (15.6)      | 68.1 (20.1)      | 73.3 (22.9)      | 75.0 (23.9)      | 74.6 (23.7)      | 70.3 (21.3)      | 61.6 (16.4)      | 52.3 (11.3)      | 45.2 (7.3)       | 60.39 (15.78)    |
| 最低気温記録 °F （°C）         | 9 (−13)          | 15 (−9)          | 21 (−6)          | 33 (1)           | 40 (4)           | 54 (12)          | 61 (16)          | 61 (16)          | 45 (7)           | 31 (−1)          | 18 (−8)          | 9 (−13)          | 9 (−13)          |
| 降水量 inch （mm）             | 2.44 (62)        | 2.04 (51.8)      | 2.25 (57.2)      | 2.97 (75.4)      | 5.12 (130)       | 4.96 (126)       | 2.90 (73.7)      | 3.05 (77.5)      | 5.00 (127)       | 4.26 (108.2)     | 2.64 (67.1)      | 2.47 (62.7)      | 40.1 (1,018.6)   |
| 出典：National Weather Service |                  |                  |                  |                  |                  |                  |                  |                  |                  |                  |                  |                  |                  |

## 人口動態
以下は2000年の国勢調査による人口統計データである。
| 基礎データ - 人口: 60,603 人 - 世帯数: 22,129 世帯 - 家族数: 15,755 家族 - 人口密度: 709.7人/km2（1,838.3人/mi2） - 住居数: 24,192 軒 - 住居密度: 283.3軒/km2（733.8軒/mi2） 人種別人口構成 - 白人: 71.18% - アフリカン・アメリカン: 7.59% - ネイティブ・アメリカン: 0.51% - アジア人: 1.01% - 太平洋諸島系: 0.04% - その他の人種: 17.31% - 混血: 2.35% - ヒスパニック・ラテン系: 42.92% | 年齢別人口構成 - 18歳未満: 28.8% - 18-24歳: 9.7% - 25-44歳: 28.0% - 45-64歳: 21.0% - 65歳以上: 12.6% - 年齢の中央値: 34歳 - 性比（女性100人あたり男性の人口） - 総人口: 92.6 - 18歳以上: 88.8 世帯と家族（対世帯数） - 18歳未満の子供がいる: 36.1% - 結婚・同居している夫婦: 52.4% - 未婚・離婚・死別女性が世帯主: 14.3% - 非家族世帯: 28.8% - 単身世帯: 24.5% - 65歳以上の老人1人暮らし: 10.0% - 平均構成人数 - 世帯: 2.68人 - 家族: 3.21人 | 収入と家計 - 収入の中央値 - 世帯: 36,829米ドル - 家族: 42,866米ドル - 性別 - 男性: 34,184米ドル - 女性: 21,161米ドル - 人口1人あたり収入: 19,009米ドル - 貧困線以下 - 対人口: 14.7% - 対家族数: 12.2% - 18歳未満: 20.4% - 65歳以上: 12.2% |

## 市政府
市は7人の委員で構成される市政委員会が管理している。委員の1人は選挙で選ばれる市長であり、市政委員会・マネジャー方式の政府には雇用される市マネジャーがつく。ビクトリア市はビクトリア郡の郡庁所在地でもある。

## 経済
ビクトリアの経済は、教育、医療、小売り、農業、製造業の混合である。主要高規格道路、ビクトリア地域空港、鉄道駅、喫水の浅いビクトリア港、喫水の不快ポートラバカ港・ポイントコンフォートにアクセスできることで、事業に適した環境を維持している。主要雇用主としては、フォルモサ・プラスティック、インテップラスト・グループ、ダウ、インビスタ、アルコアがある。2012年、キャタピラ社が2億米ドルを投じて110万平方フィート (100,000 m2) の油圧掘削機製造工場を建設し、約500人を雇用することになる。

## 芸術と文化
市内では多くの芸能と演劇の行事と会場がある。ビクトリア劇団は7月から5月のシーズンに6回の公演を行っている。芸能は終身街で新たに改修されて設備が整った現代的会場となったレオ・J・ウェルダー・センターが使われている。ビクトリア交響楽団とビクトリアバレー団が毎年何度か公演を行っている。
市内の博物館としては、マクナマラ・ハウス博物館（社会史）、ネイブ美術館、子供の発見博物館、コースタル・ベンド博物館がある。コースタル・ベンド博物館では地域の多文化歴史遺産を展示しており、17世紀ラ・サールの植民地跡で発見された人工物の展示が特筆される。
プレシディオ・ラ・バヒアとニュエストラ・セニョーラ・デル・エスピリトゥ・サント・デ・シュニハ伝道所が市内から来るまで30分足らずの位置にある。ラ・バヒアは国内でも保存状態の良いスペイン砦であり、エスピリトゥ・サントはスペイン植民地初期の教会と伝道所の好例となっている。

## レクリエーション
市内の広さ562エーカー (2.27 km2) のリバーサイド公園にはテキサス動物園があり、200種以上の動物と、テキサス固有の植物があり、自然環境の中で参観できる。この公園には15面以上の野球場もあり、春や夏にはビクトリア都市圏のチームが使っている。またグアダルーペ川沿いにあるこの公園にはビクトリア・パドリング・トレイルもある。長さ4.2マイル (6,7 km) あり、ヒルカントリーの石灰岩崖ではなく、景観の良い柔らかな堤に沿っている。
ボート乗りや清水釣りはテクサナ湖とコレト湖の2つの貯水池で楽しめる。多くの住人は近くのメキシコ湾も利用できる。南東50マイル (80 km) のオコーナー港は、湾、沖および浅瀬の釣りで知られている。
市内には、3つのゴルフ場がある。すなわち、ビクトリア・カントリークラブ、リバーサイド・ゴルフコース、コロニークリーク・カントリークラブである。
大型ショッピングセンターとしてはビクトリア・モールがある。

## スポーツ
全国大学間運動協会に属するヒューストン・ビクトリア大学ジャガーズが、野球、ソフトボール、サッカー、ゴルフで競っている。全国大学間運動協会の独立カンファランスであるAIIで競技している。野球チームはカンファランスで2度優勝し、ソフトボールチームは2009年に優勝した。
ビクトリア・ジェネラルズは夏の間テキサス大学間リーグでプレイする野球チームであり、国内の大学からプロ志望の者達が集まってくる。ジェネラルズは2010年に優勝した。

## 著名な出身者
- ストーン・コールド・スティーブ・オースチン、プロレスラー、俳優、WWE殿堂入り
- ダグ・ドレイベック、メジャーリーグベースボール選手[9]
- カイル・ドレイベック、メジャーリーグベースボール選手[10]
- ロン・ガント、メジャーリーグベースボール選手[11]

## 見どころ

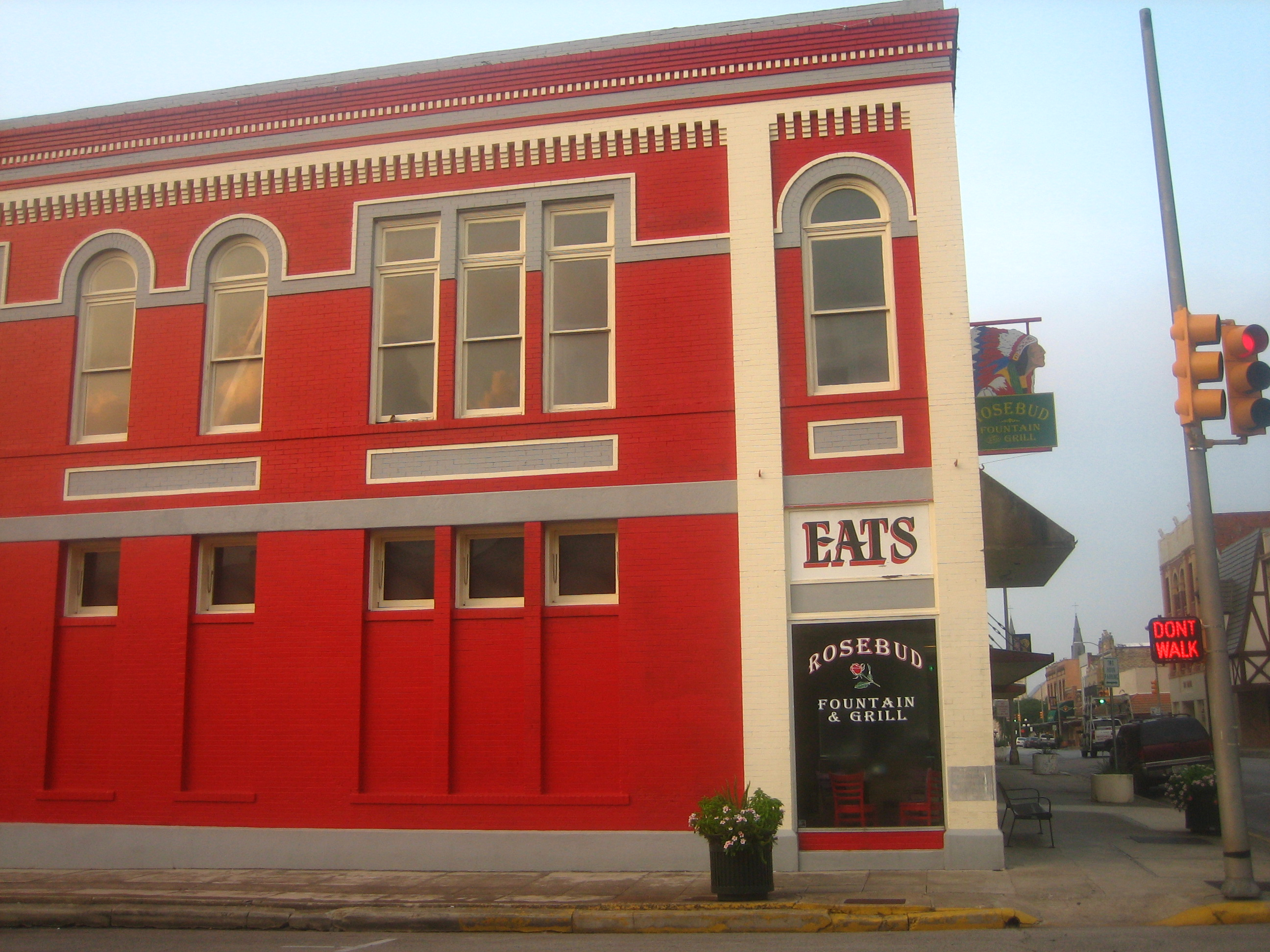
ローズバッド・ファウンテン・アンド・グリル、ボブ・フィリップスの『テキサス・カントリー・リポーター』で取り上げられた

デロン・プラザ・アンド・バンドスタンド（野外ステージ）は、地元ではプラザ・デ・ラ・コンスティチュションとも呼ばれ、植民地設立者マルティン・デ・レオンが取って置いた4つの公共広場の1つである。この広場は地元の記念碑、木陰を作る樹木、1890年に建てられたバンドスタンドで埋められ、テキサス州に翻る6つの旗に関する説明もある。
ビクトリア郡庁舎はブリッジ通りとコンスティチューション通りの角にあり、1892年にジェイムズ・R・ゴードンがヘンリー・リチャードソンのスタイルを取り入れ、ロマネスク建築様式で建設された。建築材はテキサス産の御影石とインディアナ産の石灰岩である。
フォサッチのデリカテッサンは市内中心街にある。1882年にイタリアからの移民フラシオ・ナポレオン・フォサッチが開店した。それから125年以上経っても同じ家系のものが所有し営業している。
中心街のローズバッド・ファウンテン・アンド・グリルは1950年代に人気のあったレストランを改修したものである。ノースメイン通りとウェストコンスティチューション通りの角にある明るい赤色の建物であり、ボブ・フィリップスの全国ネットテレビ番組『テキサス・カントリー・リポーター』で取り上げられた
中心街にはセントメアリー教会という州内で2番目に古いローマ・カトリック教会があり、テキサス共和国で規範的に設立された初めてのものだった。

## 交通
ビクトリアは南テキサスの交差点と呼ばれ、3本の主要国道が交差する位置にある
- アメリカ国道59号線は4車線上下分割方式の州間高速道路相当高規格道路であり、南西のラレドと北東のヒューストンを繋いでいる。ヒューストンでは州間高速道路10号線と45号線に接続している。ロイド・M・ベントセン・ハイウェイとも呼ばれる。将来州間高速道路69号線に組み込まれる計画がある。
- アメリカ国道77号線は、ビクトリアから北にダラス・フォートワース大都市圏に向かっている。州間高速道路10号線、同35号線、同37号線に接続する。南は4車線上下分割方式でリオグランデ・バレーに向かう
- アメリカ国道87号線は、ビクトリアから北西にサンアントニオを繋ぎ、州間高速道路35号線と接続している。また南東のポートラバカとも繋いでいる

ビクトリアは周辺郡のための交通中心であり、大小の貨物便、ビクトリア地域空港、鉄道駅、喫水の浅いビクトリア港、喫水の深いポートラバカ港・ポイントコンフォートにアクセスできる。
2002年、ビクトリア交通が市全体のバス便交通体系の運行を始めた。現在は4本の定期路線に70のバス停がある。

## 教育

### 高等教育機関
市内にはヒューストン・ビクトリア大学とビクトリア・カレッジがある。この2校は幾らかの施設を共有しており、市の中心部にある。

### 公共教育学区
ビクトリア独立教育学区はテキサス州教育省が認定した学区であり、約13,400人の児童・生徒を教えている。2007年5月、市内有権者は主要建設工事と施設改良のために1億5,900万米ドルの予算を承認した。2010年8月、学区内にるビクトリア東高校と同西高校を中核として、2つの学習コミュニティに再編された。元のメモリアル高校は学区催事センターに転換され、最新式の美術館とプールが併設された。新しく中学校1校、小学校2校が追加され小さな学習コミュニティへの転換が進んでいる。

### 私立学校
私立学校は、トリニティ・エピスコパル学校、フェイス・アカデミー、ノースサイド・バプテスト学校、アワーレディ・オブ・ビクトリー学校、ナザレス・アカデミー、セントジョセフ高校の6校がある。

## ギャラリー

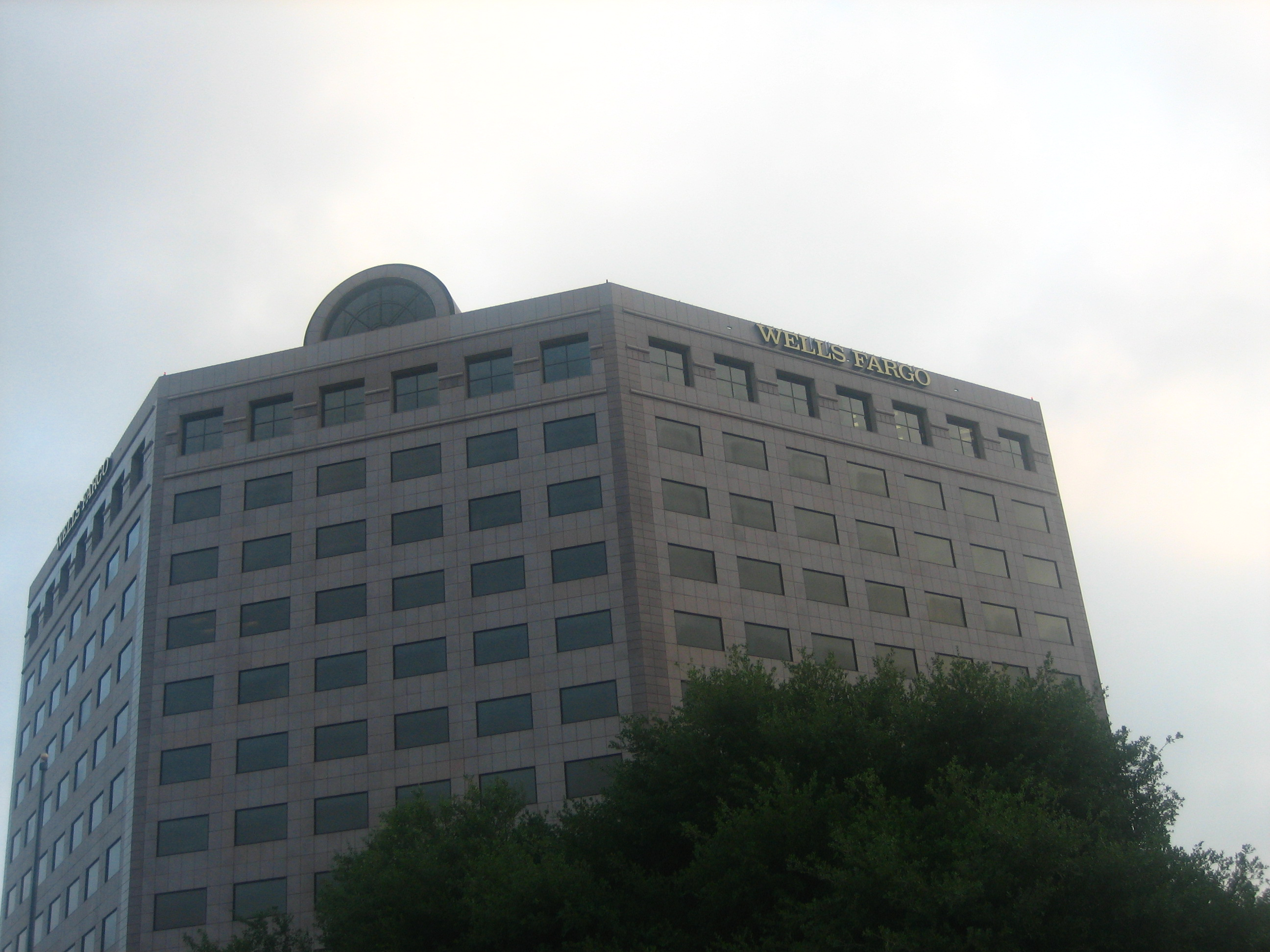
ウェルズ・ファーゴのビル、ビクトリアで最も高い
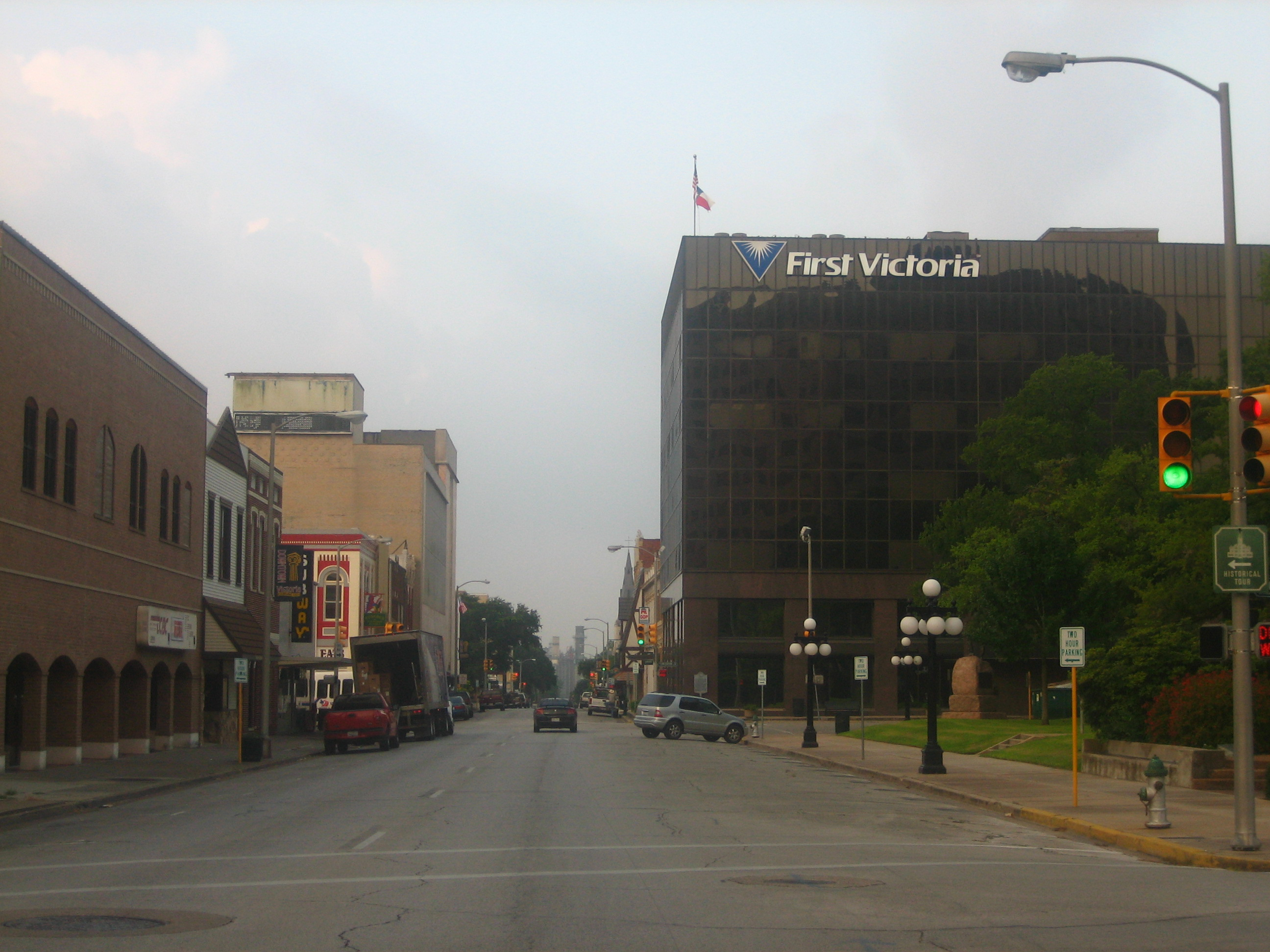
中心街
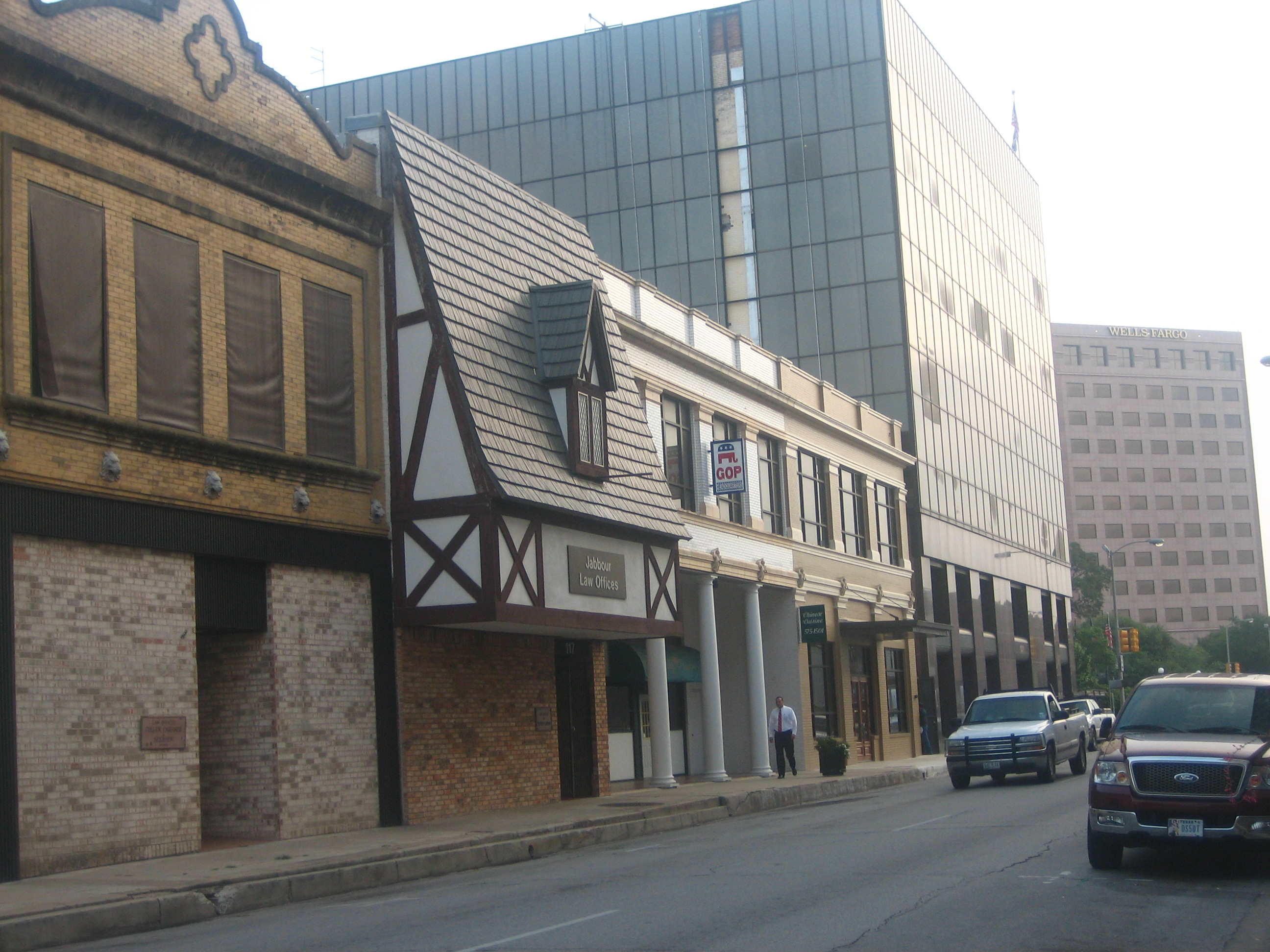
中心街
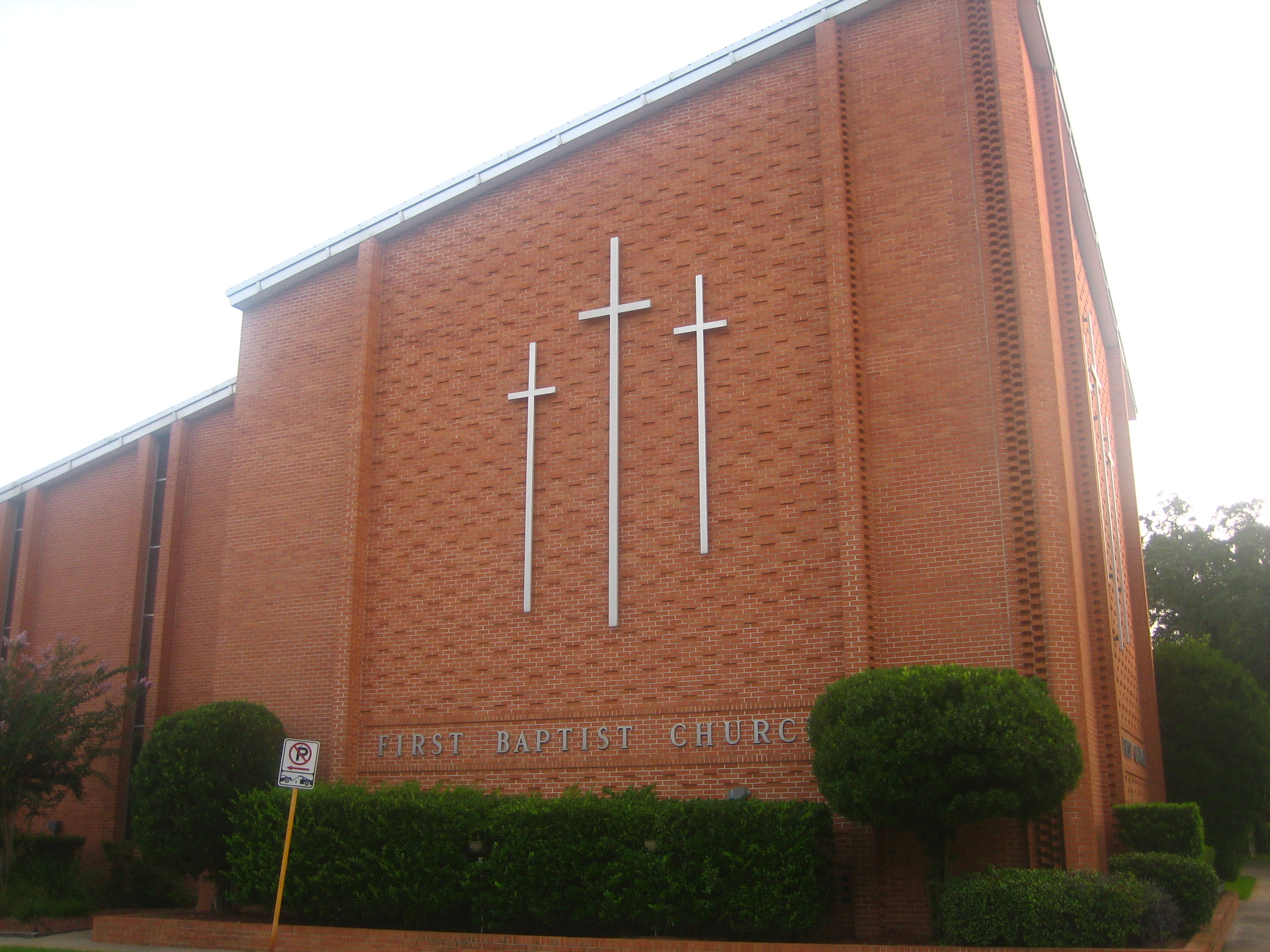
第一バプテスト教会、1852年建築、祭壇は1960年代に完成
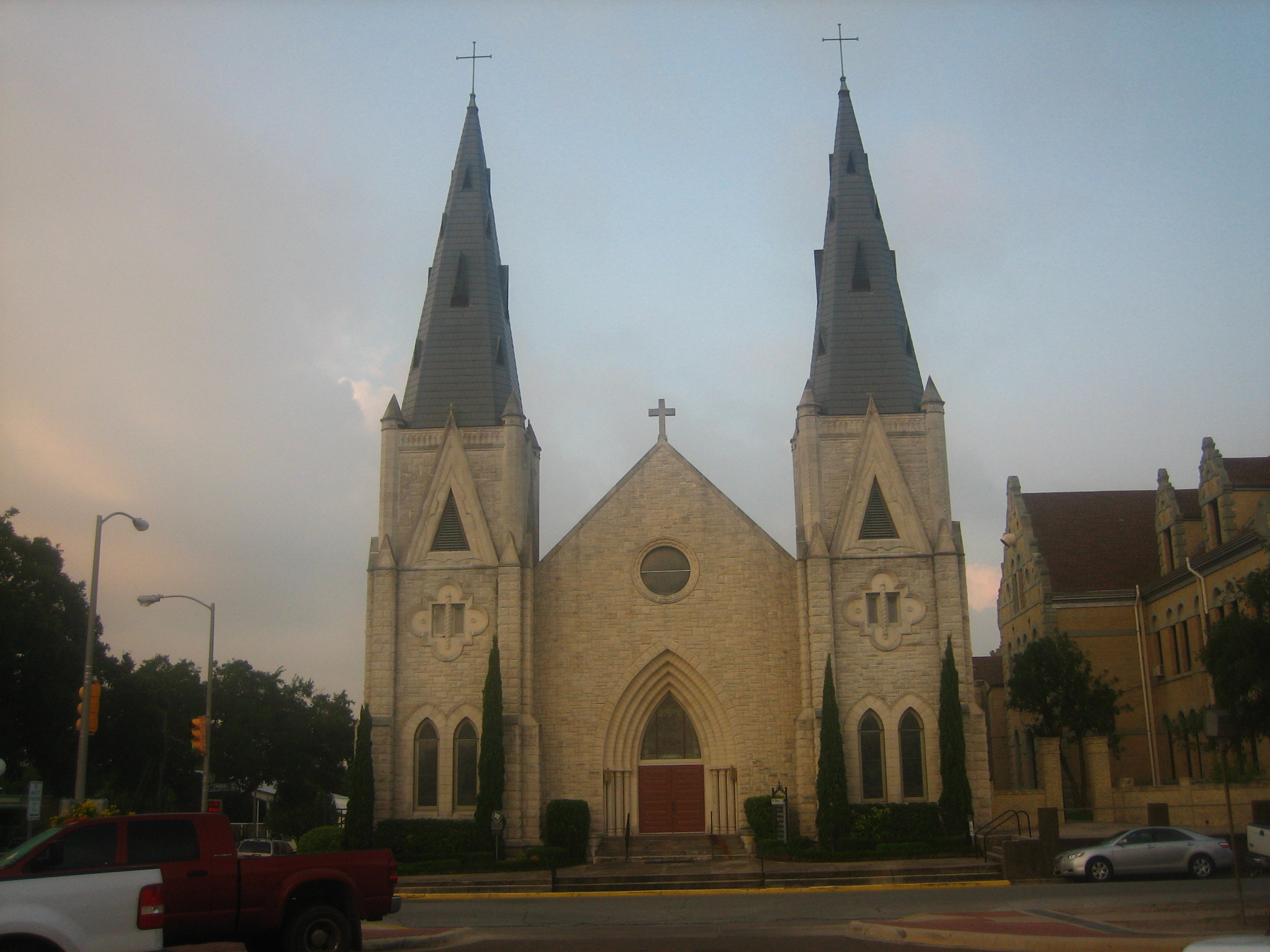
セントメアリー・カトリック教会
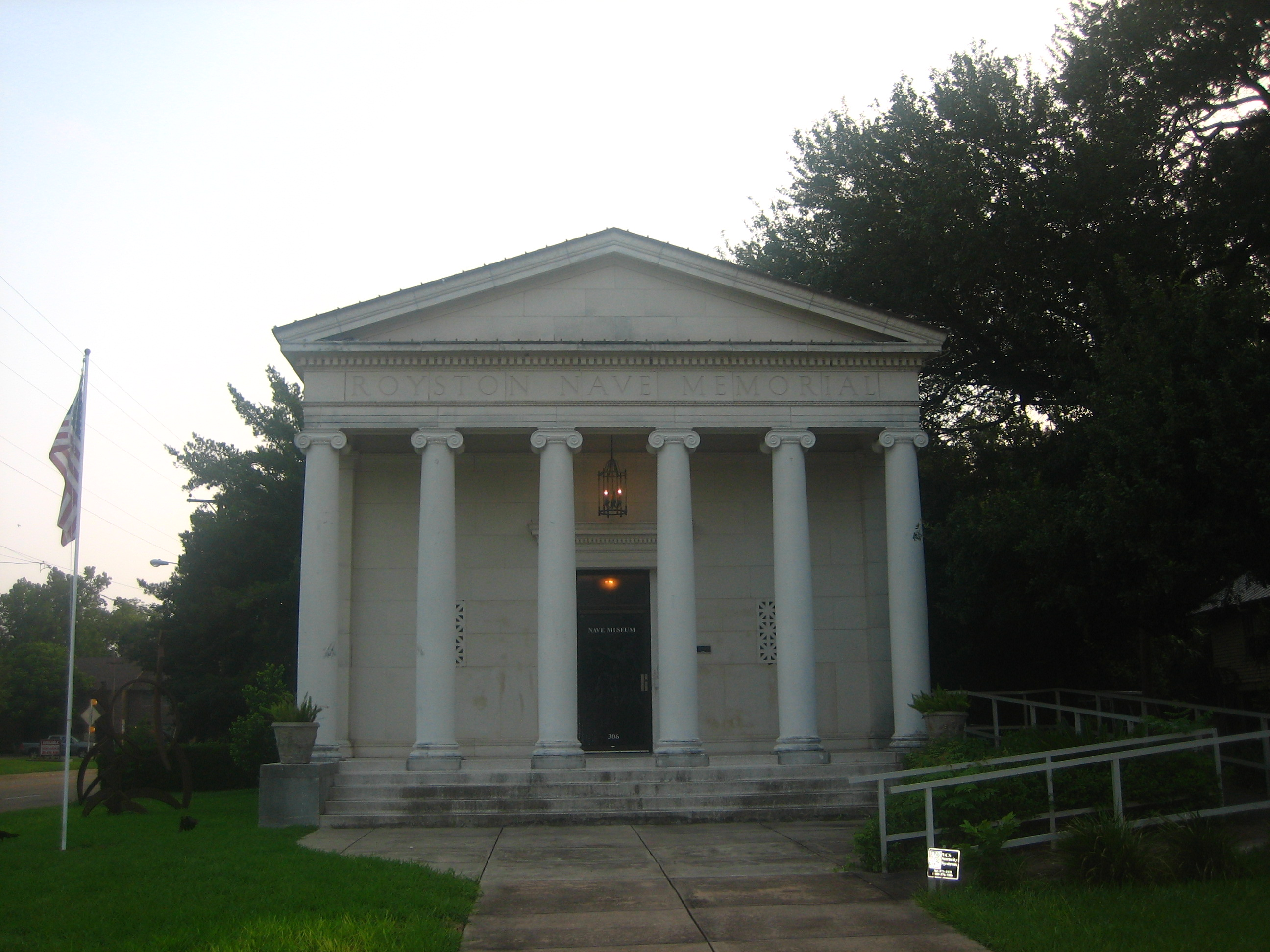
ネイブ博物館
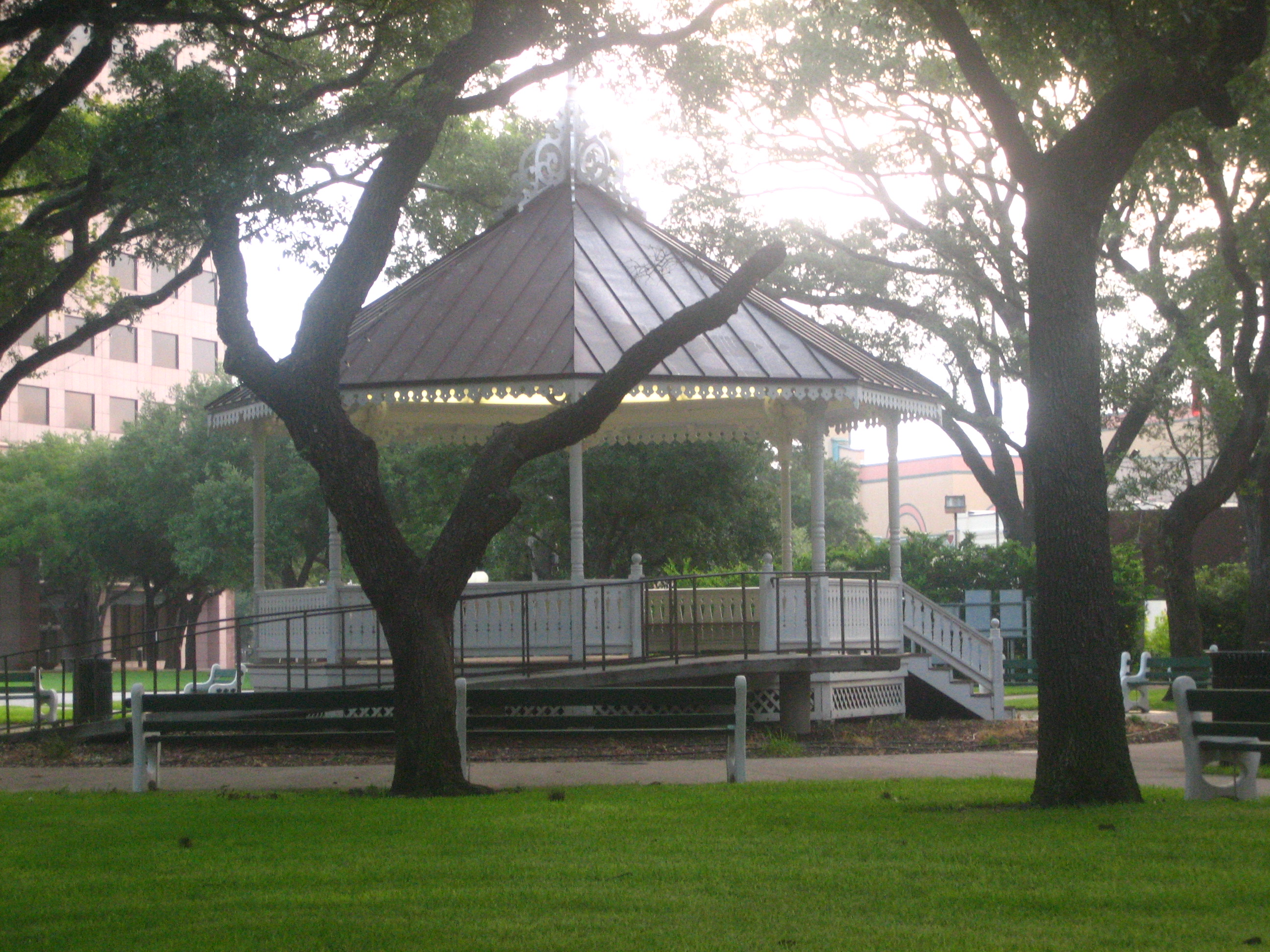
デロン・プラザ・アンド・バンドスタンド
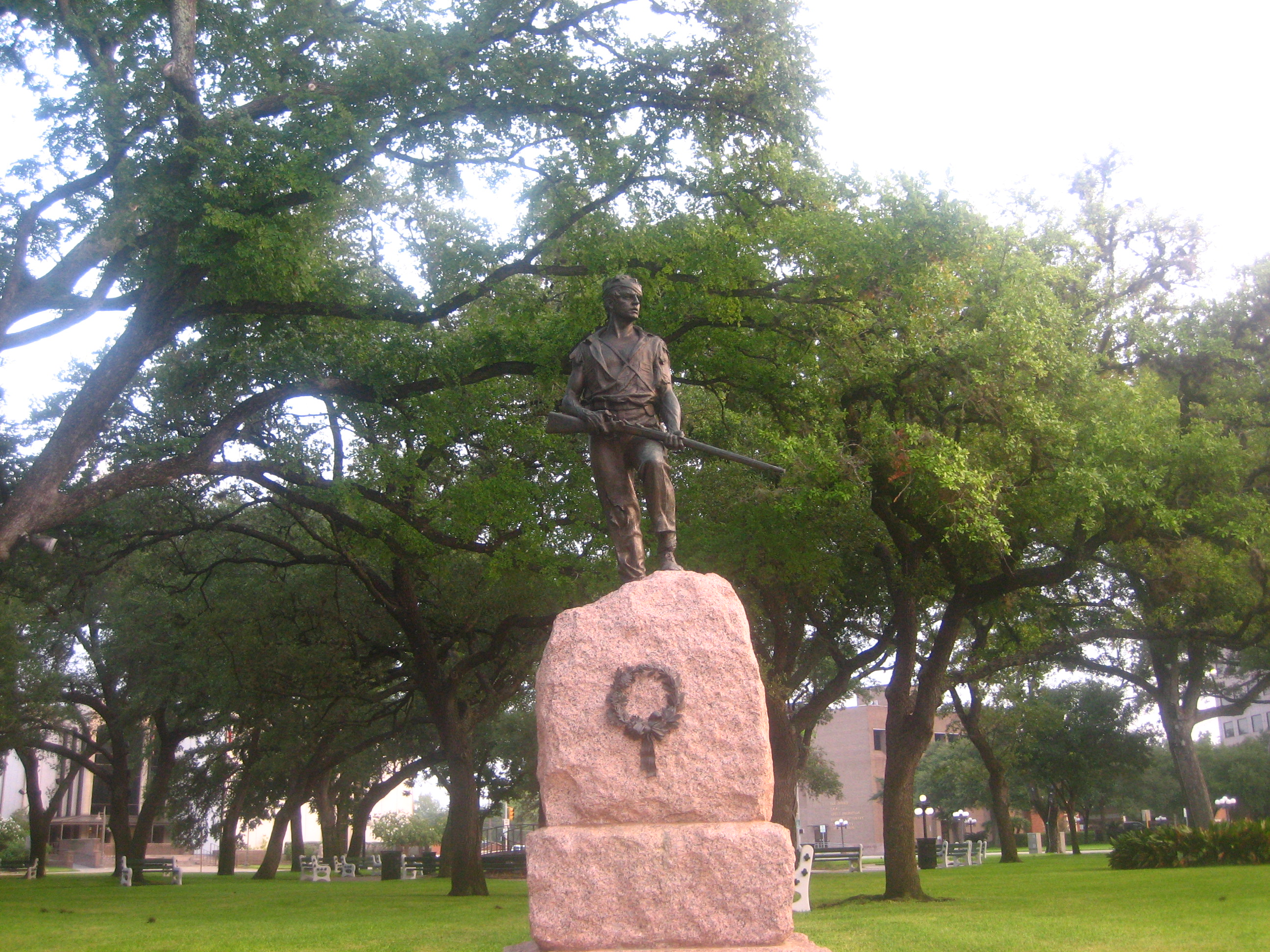
中心街の公園にある南軍祈念碑
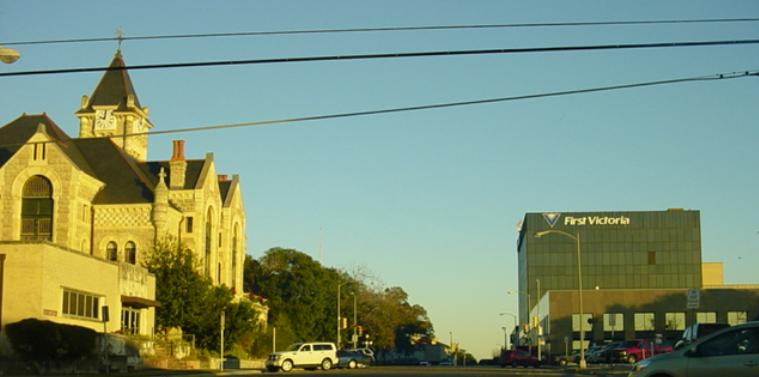
中心街のグッドウィン通り